# Copa del Generalísimo de fútbol 1944
La Copa del Generalísimo de Fútbol de 1944 fue la edición número 40 de la competición de Copa en España. La conquistó el Atlético de Bilbao, en lo que fue su decimoquinto título copero. Se disputó desde el 20 de febrero de 1943  hasta el 25 de junio de 1944.

## Equipos participantes
En la edición de 1944, participaron equipos de Primera, Segunda, Tercera división y de regional.
- Los 14 equipos de Primera: Atlético de Bilbao, Club Atlético de Aviación, CF Barcelona, CD Castellón, RC Celta de Vigo, RC Deportivo de La Coruña, RCD Español, Granada CF, Real Oviedo CF, Real Madrid CF, Real Sociedad, CD Sabadell, Sevilla CF y Valencia CF. Exentos hasta dieciseisavos.

- Los 14 equipos de Segunda: CD Alcoyano, Arenas de Guecho, Baracaldo AH, Real Betis, SD Ceuta, CD Constancia, Cultural Leonesa, Real Gijón CF, Jerez CF, Hércules CF, Real Murcia, CA Osasuna, Real Valladolid y Zaragoza FC. Exentos hasta dieciseisavos.

- Los 2 campeones de la Fase Final de ascenso a Segunda: Real Santander y Real Mallorca. Exentos hasta dieciseisavos.

- Los 70 equipos de Tercera que no participaron en la Fase de ascenso a Segunda: Club Berbés, CD Fábrica Nacional de Palencia, Pontevedra CF, Club Santiago, SG Lucense, UD Orensana, Club Betanzos, Club Lemos, SD Ponferradina, RD Oriamendi, Real Avilés Club de Fútbol, Gimnástica D. Burgalesa, Gimnástica de Torrelavega, Real Juvencia, SD Barreda Balompié, Club Langreano, Círculo Popular de La Felguera, CD Tánagra, Deportivo Alavés, SD Indauchu, Club Erandio, Club Sestao, CD Tudelano, Tolosa CF, CD Vasconia, CD Izarra, Real Unión Club, Club Gimnástico de Tarragona,  CF Reus Dep., Tarrasa CF, Gerona FC, UD San Martín, CD Granollers, Atlético Baleares, Lérida Balompié, UD Figueras, Atlético Zaragoza, Arenas de Zaragoza, Unión Deportiva Teruel, UD Huesca, CD Español Arrabal de Zaragoza, CD Acero, SD Sueca, CD Badajoz, UD Salamanca, Trujillo CF, Imperio C. F., RSD Alcalá, CD Toledo, AD Ferroviaria, CD Manchego, SD Emeritense, Albacete Balompié, CD Eldense, Alicante CF, Cartagena CF, Crevillente Deportivo, CD Cieza, CD Almansa, Imperial Murcia, Lorca CF, Olímpica Jiennense, CD Córdoba, Coria CF, Atlético Tetuán, Recreativo Ónuba, Algeciras CF, Linares Deportivo, Real Balompédica Linense y Hércules de Cádiz.

Hubo 5 equipos valencianos que renunciaron desde un principio a disputar la copa: UD Carcagente, Olímpico de Játiva, Nules CF, CD Onteniente y Torrente CF.
- Los 14 campeones de Regional: Club Turista de Vigo, CD Leonés, Cultural de Durango, Úbeda CF, CD Oberena, Maestranza Aérea de Logroño, CD Júpiter, SD Escoriaza, CD Mediodía, Gimnástica Abad, CD Electromecánicas,  CD España de Lluchmayor, UD Melilla y Real Club Victoria.

## Primera Ronda
Se disputó el 20 de febrero a partido único con el objetivo de pasar a 64 equipos (sin contar los que estaban exentos hasta dieciseisavos). Dep. Alavés - Tolosa, Vasconia - Real Unión y Atlético Baleares - España Lluchmayor se jugaron el 22 de febrero. Si terminaba en empate se disputaba un partido de desempate en el campo del visitante el 22 de febrero.
| Equipo local              | Equipo visitante               | Resultado | Desempate |
| ------------------------- | ------------------------------ | --------- | --------- |
| UD Orensana               | Club Lemos                     | 3 - 0     |           |
| Club Berbés               | Club Turista                   | 4 - 1     |           |
| Pontevedra CF             | Club Santiago                  | 2 - 1     |           |
| SG Lucense                | Club Betanzos                  | 4 - 1     |           |
| SD Ponferradina           | CD Leonés                      | 3 - 0     |           |
| Club Langreano            | Círculo Popular de La Felguera | 2 - 1     |           |
| SO Jiennense              | Úbeda CF                       | 3 - 2     |           |
| Real Juvencia             | RD Oriamendi                   | 3 - 1     |           |
| CD Tánagra                | Real Avilés Club de Fútbol     | 6 - 1     |           |
| Gimnástica de Torrelavega | SD Barreda Bal.                | 2 - 2     | 0 - 0*    |
| Gimnástica D. Burgalesa   | CDFN Palencia                  | 1 - 2     |           |
| Deportivo Alavés          | Tolosa CF                      | 4 - 0     |           |
| CD Vasconia               | Real Unión Club                | 3 - 1     |           |
| CD Izarra                 | Maestr. Aérea Logroño          | 2 - 7     |           |
| CD Tudelano               | CD Oberena                     | retir.    |           |
| UD Huesca                 | SD Escoriaza                   | 2 - 1     |           |
| UD Teruel                 | Español Arrabal                | 2 - 0     |           |
| Trujillo CF               | SD Emeritense                  | 1 - 3     |           |
| Atlético Baleares         | España de Lluchmayor           | 3 - 1     |           |
| UD Salamanca              | AD Ferroviaria                 | 1 - 1     | 2 - 6     |

Nota: Hubo un 2º partido de desempate entre Gim. Torrelavega - Barreda Bal. el 24 de febrero en el que venció el Barreda Bal. por 1 - 0.

## Segunda Ronda
La segunda ronda se disputó el 27 de febrero a partido único. El Albacete Balompié - CD Cieza se jugó el 28 de febrero, Arenas de Zaragoza - UD Teruel el 1 de marzo, Granollers - Atlético Baleares y Atlético Zaragoza - UD Huesca el 2 de marzo, el Lérida Balompié - Tarrasa CF y el UD Melilla - Atlético Tetuán el 5 de marzo. En caso de terminar empatados se disputaba un partido de desempate en el campo del visitante.
| Equipo local             | Equipo visitante             | Resultado | Desempate |
| ------------------------ | ---------------------------- | --------- | --------- |
| UD Orensana              | SG Lucense                   | 1 - 1     | 0 - 4     |
| Club Berbés              | Pontevedra CF                | 3 - 0     |           |
| CDFN Palencia            | SD Ponferradina              | 3 - 1     |           |
| Club Langreano           | Real Juvencia                | 3 - 1     |           |
| SD Barreda Bal.          | CD Tánagra                   | 1 - 2     |           |
| CD Vasconia              | Deportivo Alavés             | 0 - 3     |           |
| CD Oberena               | Maestr. Aérea Logroño        | 4 - 3     |           |
| Club Sestao              | Club Erandio                 | 6 - 1     |           |
| Cultural de Durango      | SD Indauchu                  | 0 - 3     |           |
| Atlético Zaragoza        | UD Huesca                    | 2 - 2     | 1 - 2     |
| Arenas de Zaragoza       | UD Teruel                    | 1 - 1     | 2 - 3     |
| Gerona FC                | UD Figueras                  | 3 - 3     | 0 - 1     |
| CF Reus Dep.             | Club Gimnástico de Tarragona | 1 - 1     | 0 - 1     |
| UD San Martín            | CD Júpiter                   | 1 - 2     |           |
| Lérida Balompié          | Tarrasa CF                   | 1 - 0     |           |
| CD Granollers            | Atlético Baleares            | 1 - 0     |           |
| CD Acero                 | SD Sueca                     | 2 - 1     |           |
| CD Eldense               | CD Almansa                   | 1 - 0     |           |
| Albacete Balompié        | CD Cieza                     | 6 - 1     |           |
| Alicante CF              | Crevillente Deportivo        | 4 - 1     |           |
| Cartagena CF             | Gimnástica Abad              | 5 - 1     |           |
| Lorca CF                 | Imperial Murcia              | 0 - 1     |           |
| Imperio C. F.            | CD Toledo                    | 9 - 0     |           |
| CD Manchego              | CD Mediodía                  | 3 - 2     |           |
| RSD Alcalá               | AD Ferroviaria               | 4 - 0     |           |
| CD Badajoz               | SD Emeritense                | 2 - 0     |           |
| Olímpica Jiennense       | Linares Deportivo            | 4 - 3     |           |
| Real Balompédica Linense | Algeciras CF                 | 1 - 2     |           |
| UD Melilla               | Atlético Tetuán              | 2 - 0     |           |
| Hércules de Cádiz        | Coria CF                     | 4 - 0     |           |
| CD Córdoba               | CD Electromecánicas          | 2 - 1     |           |
| Recreativo Ónuba         | Real Club Victoria           | retir.    |           |

Los partidos de desempate se jugaron: SG Lucense - UD Orensana el 29 de febrero al igual que UD Figueras - Gerona FC y Club Gimnástico de Tarragona -  CF Reus Dep., el UD Teruel - Arenas de Zaragoza el 3 de marzo y el UD Huesca - Atlético Zaragoza el 5 de marzo.

## Tercera Ronda
Última ronda que se disputó a partido único. Casi todos los partidos se jugaron el 5 de marzo con la excepción de UD Teruel - CD Oberena, Lérida Balompié - UD Huesca y Córdoba CF - UD Melilla que fue el 12 de marzo
| Equipo local                 | Equipo visitante   | Resultado |
| ---------------------------- | ------------------ | --------- |
| SG Lucense                   | Club Berbés        | 2 - 3     |
| CDFN Palencia                | Club Langreano     | 4 - 0     |
| CD Tánagra                   | Club Sestao        | 2 - 1     |
| SD Indauchu                  | Deportivo Alavés   | 0 - 1     |
| UD Teruel                    | CD Oberena         | 6 - 1     |
| Lérida Balompié              | UD Huesca          | 4 - 0     |
| CD Júpiter                   | UD Figueras        | 3 - 0     |
| Club Gimnástico de Tarragona | CD Granollers      | 2 - 0     |
| CD Acero                     | Alicante CF        | 6 - 2     |
| Albacete Balompié            | CD Eldense         | 1 - 0     |
| Imperial Murcia              | Cartagena CF       | 2 - 1     |
| RSD Alcalá                   | Imperio C. F.      | 1 - 2     |
| CD Badajoz                   | CD Manchego        | 3 - 0     |
| Recreativo Ónuba             | Hércules de Cádiz  | 3 - 1     |
| Algeciras CF                 | Olímpica Jiennense | 1 - 2     |
| CD Córdoba                   | UD Melilla         | 4 - 2     |

## Cuarta Ronda
A partir de esta ronda se disputaron partidos de ida y vuelta el 19 y 26 de marzo.
| Equipo local       | Equipo visitante             | Ida   | Vuelta |
| ------------------ | ---------------------------- | ----- | ------ |
| CDFN Palencia      | Club Berbés                  | 2 - 0 | 0 - 1  |
| CD Tánagra         | Deportivo Alavés             | 1 - 2 | 0 - 3  |
| UD Teruel          | Lérida Balompié              | 4 - 0 | 0 - 3  |
| CD Júpiter         | Club Gimnástico de Tarragona | 1 - 6 | 0 - 2  |
| Imperio C. F.      | CD Acero                     | 5 - 0 | 1 - 3  |
| Imperial Murcia    | Albacete Balompié            | 3 - 1 | 0 - 5  |
| CD Badajoz         | Recreativo Ónuba             | 1 - 0 | 0 - 2  |
| Olímpica Jiennense | CD Córdoba                   | 1 - 1 | 0 - 2  |

## Quinta Ronda
Todos los partidos tuvieron lugar el 2 y el 9 de abril, respectivamente ida y vuelta.
| Equipo local                 | Equipo visitante  | Ida   | Vuelta |
| ---------------------------- | ----------------- | ----- | ------ |
| Club Gimnástico de Tarragona | UD Teruel         | 3 - 0 | 1 - 1  |
| CDFN Palencia                | Deportivo Alavés  | 5 - 0 | 0 - 3  |
| Imperio C. F.                | Albacete Balompié | 0 - 2 | 1 - 2  |
| CD Córdoba                   | Recreativo Ónuba  | 4 - 0 | 1 - 2  |

## Sexta Ronda
6ª y última Ronda Previa para determinar los dos equipos que se iban a unir al resto en dieciseisavos. Los partidos de ida se disputaron el 16 de abril y los de vuelta el 23.
| Equipo local      | Equipo visitante             | Ida   | Vuelta |
| ----------------- | ---------------------------- | ----- | ------ |
| CDFN Palencia     | Club Gimnástico de Tarragona | 2 - 1 | 1 - 3  |
| Albacete Balompié | CD Córdoba                   | 1 - 0 | 2 - 6  |

## Dieciseisavos de final
En esta ronda, además de los dos supervivientes de la fase previa, participaron los equipos de Primera, Segunda y los campeones de la Fase de ascenso a Segunda. Se disputaron a doble partido el 30 de abril y el 7 de mayo aunque el partido de ida Arenas de Guecho - Real Gijón CF tuvo lugar el 29 de abril. El partido de desempate RCD Español - Club Gimnástico de Tarragona se jugó el 9 de mayo en Barcelona. El sorteo de los emparejamientos tuvo en cuenta la proximidad geográfica.
| Equipo local     | Equipo visitante             | Ida   | Vuelta | Desemp. |
| ---------------- | ---------------------------- | ----- | ------ | ------- |
| RCD Español      | Club Gimnástico de Tarragona | 2 - 1 | 0 - 1  | 2 - 1   |
| CD Sabadell      | Real Mallorca                | 6 - 2 | 0 - 1  |         |
| CD Constancia    | CF Barcelona                 | 0 - 0 | 1 - 4  |         |
| Real Valladolid  | RC Deportivo de La Coruña    | 0 - 0 | 1 - 7  |         |
| Cultural Leonesa | RC Celta de Vigo             | 2 - 2 | 1 - 5  |         |
| Real Oviedo CF   | Real Santander               | 8 - 1 | 0 - 3  |         |
| Arenas de Guecho | Real Gijón CF                | 2 - 0 | 3 - 4  |         |
| Baracaldo AH     | Atlético de Bilbao           | 1 - 0 | 2 - 4  |         |
| CA Osasuna       | Real Sociedad                | 1 - 3 | 1 - 2  |         |
| CD Castellón     | CD Alcoyano                  | 3 - 0 | 2 - 3  |         |
| Zaragoza FC      | Valencia CF                  | 3 - 2 | 0 - 5  |         |
| Hércules CF      | Real Murcia                  | 0 - 1 | 0 - 2  |         |
| CD Córdoba       | Club Atlético de Aviación    | 2 - 3 | 2 - 7  |         |
| Real Madrid CF   | Real Betis                   | 4 - 2 | 4 - 1  |         |
| Sevilla CF       | Jerez CF                     | 3 - 0 | 1 - 1  |         |
| SD Ceuta         | Granada CF                   | 3 - 3 | 1 - 2  |         |

## Octavos de final
Los partidos de ida se disputaron el 14 de mayo y los de vuelta el 21 de mayo de 1944.
| Equipo local              | Equipo visitante          | Ida   | Vuelta |
| ------------------------- | ------------------------- | ----- | ------ |
| Club Atlético de Aviación | RC Celta de Vigo          | 4 - 0 | 2 - 3  |
| Granada CF                | Real Madrid CF            | 0 - 0 | 2 - 0  |
| RCD Español               | Real Sociedad             | 2 - 1 | 1 - 1  |
| Valencia CF               | RC Deportivo de La Coruña | 2 - 0 | 4 - 2  |
| Sevilla CF                | CF Barcelona              | 5 - 2 | 1 - 1  |
| Real Murcia               | Real Oviedo CF            | 1 - 2 | 3 - 1  |
| Arenas de Guecho          | Atlético de Bilbao        | 1 - 6 | 1 - 4  |
| CD Castellón              | CD Sabadell               | 0 - 1 | 2 - 3  |

## Cuartos de final
Los partidos de ida y vuelta acontecieron el 28 de mayo y el 4 de junio respectivamente.
| Equipo local       | Equipo visitante          | Ida   | Vuelta |
| ------------------ | ------------------------- | ----- | ------ |
| Sevilla CF         | Club Atlético de Aviación | 3 - 2 | 0 - 3  |
| Atlético de Bilbao | Granada CF                | 6 - 1 | 0 - 1  |
| Real Murcia        | RCD Español               | 5 - 2 | 2 - 2  |
| CD Sabadell        | Valencia CF               | 1 - 2 | 1 - 6  |

## Semifinales
Se disputaron los partidos de ida el 11 de junio y los de vuelta el 18 de junio. La semifinal Club Atlético de Aviación - Atlético de Bilbao necesitó un partido de desempate, que tuvo lugar el 21 de junio en Barcelona.
| Equipo local              | Equipo visitante   | Ida   | Vuelta | Des.  |
| ------------------------- | ------------------ | ----- | ------ | ----- |
| Club Atlético de Aviación | Atlético de Bilbao | 3 - 1 | 0 - 2  | 2 - 3 |
| Valencia CF               | Real Murcia        | 3 - 0 | 5 - 1  |       |

## Final
| 1  | PO | Lezama        |  |
| 2  | DF | Arqueta       |  |
| 3  | DF | Oceja         |  |
| 4  | MC | Celaya        |  |
| 5  | MC | Bertol        |  |
| 6  | MC | Nando         |  |
| 7  | DE | Iriondo       |  |
| 8  | DE | Rafa Escudero |  |
| 9  | DE | Zarra         |  |
| 10 | DE | Panizo        |  |
| 11 | DE | Gaínza        |  |
| DT | DT | Juan Urquizu  |  |

| 1  | PO | Eizaguirre        |  |  |
| 2  | DF | Álvaro            |  |  |
| 3  | DF | Juan Ramón        |  |  |
| 4  | MC | Ortúzar           |  |  |
| 5  | MC | Iturraspe         |  |  |
| 6  | MC | Lecue             |  |  |
| 7  | DE | Epi               |  |  |
| 8  | DE | Vicente Hernández |  |  |
| 9  | DE | Mundo             |  |  |
| 10 | DE | Igoa              |  |  |
| 11 | DE | Vicente Asensi    |  |  |
| DT | DT | Eduardo Cubells   |  |  |

|  | 30' | Zarra    | 1-0 |
|  | 45' | Escudero | 2-0 |

| Árbitro: | Vilalta |

| 1  | PO | Lezama        |  |
| 2  | DF | Arqueta       |  |
| 3  | DF | Oceja         |  |
| 4  | MC | Celaya        |  |
| 5  | MC | Bertol        |  |
| 6  | MC | Nando         |  |
| 7  | DE | Iriondo       |  |
| 8  | DE | Rafa Escudero |  |
| 9  | DE | Zarra         |  |
| 10 | DE | Panizo        |  |
| 11 | DE | Gaínza        |  |
| DT | DT | Juan Urquizu  |  |

| 1  | PO | Eizaguirre        |  |  |
| 2  | DF | Álvaro            |  |  |
| 3  | DF | Juan Ramón        |  |  |
| 4  | MC | Ortúzar           |  |  |
| 5  | MC | Iturraspe         |  |  |
| 6  | MC | Lecue             |  |  |
| 7  | DE | Epi               |  |  |
| 8  | DE | Vicente Hernández |  |  |
| 9  | DE | Mundo             |  |  |
| 10 | DE | Igoa              |  |  |
| 11 | DE | Vicente Asensi    |  |  |
| DT | DT | Eduardo Cubells   |  |  |

|  | 30' | Zarra    | 1-0 |
|  | 45' | Escudero | 2-0 |

| Árbitro: | Vilalta |

|                            |
| Campeón ATLÉTICO DE BILBAO |
| 15º título                 |